# Plaça Clavé (Sant Joan de les Abadesses)
La Plaça d'Anselm Clavé i la Font monumental del Comte Arnau és una obra noucentista de Sant Joan de les Abadesses (Ripollès) inclosa a l'Inventari del Patrimoni Arquitectònic de Catalunya.

## Descripció
La plaça Anselm Clavé, situada darrere l'absis de Sant Pol, va ser projectada amb l'objectiu de realçar la capçalera romànica del temple amb un entorn adequat al monument. La plaça, de format trapezoidal però conceptualment clàssic, compta amb dobles fileres de castanyers als extrems que delimiten els parterres enjardinats que, al seu torn, estan disposats simètricament respecte a l'eix marcat per l'absis i reforçat per la font monumental, situada al centre dels jardins.
La font monumental del comte Arnau, d'influències de l'Art Déco, està constituïda per una plataforma de formigó i una bassa octogonal, amb boles ornamentals a cada vèrtex. La columna està situada al centre de la font. La part inferior del fust té estries a doble alçada, mentre que la resta, cilíndrica, compta amb quatre brolladors en forma de carotes esculpides. El capitell, amb motius vegetals, té al seu cim una escultura eqüestre en bronze del comte Arnau.

## Història
La urbanització de la plaça va ser obra de l'arquitecte Jeroni Martorell i Terrats, que ja el 1925 havia traçat un plànol de noves alineacions de les edificacions dels voltants de l'església de Sant Pol. El mateix any va rebre l'adjudicació d'un projecte -elaborat per Josep Puig i Cadafalch- d'una font monumental dedicada al Dr. Torras i Bages i que s'hauria de situar a la plaça. No obstant això, l'any 1927 Martorell decidí que la font estaria dedicada al comte Arnau. Durant aquest mateix període, l'arquitecte realitzà el projecte d'Escoles Municipals i un projecte d'eixample per a Sant Joan.
L'encarregat de dissenyar els jardins de la plaça va ser el jardiner i dibuixant Joan Mirambell i Ferran, autor de la restauració dels jardins de l'Oreneta de Barcelona, així com dels jardins de la terrassa de la casa Cambó de la mateixa ciutat comtal.
L'obra de carreuat de pedra procedia de la pedrera de la Rovira de Dalt (Centelles), tot i que Martorell havia pensat inicialment en la pedrera Baumadrena (Tavèrnoles). El constructor adjudicatari de l'obra va ser Lluís Font, i el picapedrer, Antoni Nogué Peyró. L'escultor de l'estàtua fou Josep Maria Camps Arnau, i el taller que es va encarregar d'executar la fosa, Gabriel Bechini.